# Haytham Dheeb
Haytham Dheeb (Gaza, 3 dicembre 1986) è un calciatore palestinese, difensore dell'Hilal Al-Quds e della Nazionale palestinese.

## Carriera

### Nazionale
Ha esordito in Nazionale nel 2011.